# Comuna Šodolovci, Osijek-Baranja
Šodolovci (sârbă Шодоловци) este o comună în cantonul Osijek-Baranja, Croația, având o populație de 1.653 de locuitori (2011).

## Demografie
Componența etnică a comunei Šodolovci
     Sârbi (82,58%)
     Croați (15%)
     Necunoscut (0,97%)
     Neclasificat (1,33%)
Componența confesională a comunei Šodolovci
     Ortodocși (81,37%)
     Catolici (14,76%)
     Fără religie și atei (1,75%)
     Necunoscută (1,51%)
     Alte religii (0,6%)
Conform recensământului din 2011, comuna Šodolovci avea 1.653 de locuitori. Din punct de vedere etnic, majoritatea locuitorilor (82,58%) erau sârbi, cu o minoritate de croați (15,0%). Apartenența etnică nu este cunoscută în cazul a 0,97% din locuitori. Din punct de vedere confesional, majoritatea locuitorilor (81,37%) erau ortodocși, existând și minorități de catolici (14,76%) și persoane fără religie și atei (1,75%). Pentru 1,51% din locuitori nu este cunoscută apartenența confesională.